# جان بایرم (بازیکن فوتبال)
جان بایرم (انگلیسی: John Byrom؛ زادهٔ ۲۴ آوریل ۱۹۴۴) بازیکن فوتبال اهل بریتانیا است.
از باشگاه‌هایی که در آن بازی کرده‌است می‌توان به باشگاه فوتبال بولتون واندررز و باشگاه فوتبال بلکبرن روورز اشاره کرد.